# 太仓港经济技术开发区
太仓港经济技术开发区是中华人民共和国江苏省苏州市太仓市下辖的一个类似乡级单位，其辖域与娄东街道重叠。

## 行政区划
下辖以下地区：
惠阳社区、太平社区、东郊社区、洋沙社区、朝阳社区、太胜社区、太东社区、香花桥社区、华盛园社区、娄江社区、滨河社区、小桥村、花北村和岳南村。